# BGE Külkereskedelmi Kar
A Budapesti Gazdaságtudományi Egyetem (BGE) Külkereskedelmi kara – korábban önálló főiskolaként Külkereskedelmi Főiskola, majd a Budapesti Gazdasági Főiskola részeként főiskolai kar – Budapesten a XVI. kerületi Diósy Lajos utca 22-24. alatt működött 2025-ig (Megszűnik a Budapesti Gazdasági Egyetem egyik kampusza és kollégiuma is).

## Története

### Előzmények
1957-ben alakult meg a Külkereskedelmi Levelező Iskola, érettségizett fiatalok számára, ahol két idegen nyelven levelezni képes fiatalok végeztek. 1962-ben az iskola átalakult önálló Felsőfokú Külkereskedelmi Szakiskolává. A külkereskedelmi és áruforgalmi szak 1964-ben indult. Az intézmény vezetője Bársony Jenő volt, akinek az irányítása alatt megteremtődtek a szakiskola főiskolává alakulásának a feltételei.

### A Külkereskedelmi Főiskola
Az intézmény 1971-ben főiskolává alakult Külkereskedelmi Főiskola néven. 1986-ban megindult a szakosító továbbképzés; megkezdődött az arab és a japán nyelv oktatása. 1990-ben megalakultak a Főiskola szolnoki és tatabányai tagozatai. 1992-ben megkezdődött a nemzetközi kooperáció a szakmai oktatásban. A következő évben a PR oktatás is elindult. Alapképzés két szakon volt ekkor a külgazdasági és kommunikációs szakokon.
1994-ben megkezdődött a pénzügyi menedzserképzés. Egy év múlva adták ki az első kettős diplomákat (angol–magyar, illetve francia–magyar); beindult a University of Humberside (Anglia) Master's kurzusa a Főiskolán. 1996-ban beindult Maitrie-képzés az Université de Picardie-val együttműködésben; létrejött a Keleti Kommunikáció és Továbbképző Intézet. A Főiskola 1997-ben költözött Budapest XVI. kerületébe. 1999-ben oktatói és hallgatói csereprogram indult a Brabant Főiskolával (Breda) együttműködésben; Európai Tanulmányi Központ alakult a Főiskolán, 4 tanszék összefogására.

### A BGF Külkereskedelmi Főiskolai Kar
2000. január 1-jétől integrálták a Főiskolát a Kereskedelmi, Vendéglátóipari Főiskolával és a Pénzügyi és Számviteli Főiskolával - létrejött a Budapesti Gazdasági Főiskola (BGF); azóta az addigi Külkereskedelmi Főiskola a 3 főiskolai kar egyikeként Budapesti Gazdasági Főiskola Külkereskedelmi Főiskolai Kar néven működött.

### A BGE Külkereskedelmi Kar
A BGF Külkereskedelmi Főiskolai Kar helyébe 2016. január 1-jétől a BGE Külkereskedelmi Kar lépett.

## Épülete
A Mátyásföldön az Erzsébet-ligetben található épület a második világháború után épült. Szomorú nevezetessége, amit emléktábla örökít meg: „Ebben az épületben tartották fogva 1956. november 22-én Nagy Imre miniszterelnököt és a forradalomban részt vevő társait a szovjet hatóságok. Innen hurcolták őket Romániába.” (Az emléktáblát 1991. november 22-én a XVI. kerület önkormányzata állította.)

## Megközelíthetősége
A Déli pályaudvartól illetve a Keleti pályaudvartól:
Az M2-es metróval az Örs vezér terei végállomásig.
Az Örs vezér teréről:
- A H8-as HÉV-vel Gödöllő felé, vagy a H9-es HÉV-vel Csömör felé a Mátyásföld, Imre utcai megálló.
- 276E jelzésű autóbusszal a Hunyadvár utcai megálló.
- 45-ös busszal a Diósy Lajos utcai megálló.

Rákospalotáról illetve Rákoskeresztúrról:
- 46-os busszal a Diósy Lajos utcai megálló.

## A Külkereskedelmi Főiskola főigazgatói
- Bársony Jenő (1971 - 1974)
- Ernst Ervin (1974 - 1980)
- Gulyás József (1980 - 1983)
- Iványi Károly (1983 - 1988)
- Törzsök Éva (1988 - 1994)
- Iványi Károly (1994 - 2001)

## A Külkereskedelmi Főiskolai Kar főigazgatója
- Marinovich Endre (2001- 2006)

## A Külkereskedelmi Kar dékánja
- Hidasi Judit (2006-tól 2012. augusztus 31-ig)
- Szemlér Tamás (2012. szeptember 1-től 2016-ig)
- Válóczi Marianna (2016)
- Gulyásné Csekő Katalin (2017-től)[1]

## A Külkereskedelmi Kar képzési rendszere
1. Felsőoktatási szakképzés 2 éves
2. Alapképzés (A ciklus), 3 - 3,5 éves
3. Mesterképzés (M ciklus), általában 2 éves
4. Doktori képzés, 3 éves (együttműködésben az Anglia Ruskin Egyetemmel)

## Szakok

### Alapképzések
- kereskedelem és marketing
- kommunikáció és médiatudomány
- nemzetközi gazdálkodás (magyar, angol és francia nyelven)
- nemzetközi tanulmányok

### Felsőfokú szakképzések
(utolsó meghirdetés: 2012/13 tanév)
- gazdasági idegen nyelvű menedzser
- idegennyelvi kommunikátor
- intézményi kommunikátor
- külgazdasági üzletkötő
- nemzetközi szállítmányozási és logisztikai szakügyintéző
- titkárságvezető

### Felsőoktatási szakképzések
(első meghirdetés: 2013/14 tanév)
- nemzetközi gazdálkodás

szakirányok: európai uniós üzleti, külgazdasági, nemzetközi szállítmányozás és logisztika
- kommunikáció és média

szakirányok: kommunikátor, moderátor

## A Kari Könyvtár
- A Kari Könyvtár a Kar épületében található.
- Állományába több mint 100 000 dokumentum tartozik.
- Keretében Európai Uniós Dokumentációs Központ működik.
- Online elérhető szolgáltatásai:
  - Online katalógus
  - Elektronikus könyvtár (főleg a Kar oktatóinak publikációit és a hallgatók szakdolgozatait tartalmazza)
  - A Kari Könyvtár saját lapja

## Diákszervezetek
- AIESEC Helyi Bizottsága
- Exchange - cserediákok budapesti segítése
- Hallgatói Önkormányzat (HÖK)
- Kanyar - A BGF-KKFK független hallgatói lapja
- KOB - Kollégiumi Bizottság
- Káldor Miklós Szakkollégium, a kar szakkollégiuma
- Külker Online internetes magazin
- Külker Mentorközpont - a karon tanuló hallgatók segítése
- MKT IB KKFK - Magyar Közgazdasági Társaság Ifjúsági Bizottsága a külkeren
- KSF - Külker Sport Fun - a Külker sport és egyéb rendezvényekért felelős szervezete

## Ismertebb oktatók
- Zerkowitz Judit

## Lásd még
- Magyarországi felsőoktatási intézmények listája
- Marinovich Endre